# Lynsey Addario
Lynsey Addario (* 13. November 1973 in Norwalk, Connecticut) ist eine US-amerikanische Fotojournalistin.
Seit 1996 arbeitete sie unter anderem für Associated Press, die New York Times und das National Geographic Magazine. In ihren Bildern zeigt Lynsey Addario nicht nur in Ländern wie Afghanistan, dem Irak oder Darfur die Folgen von Krieg und Vertreibung, sondern lenkt auch den Blick auf die Situation von Frauen und Kindern, die Menschenrechte und soziale Themen in anderen Ländern. Bei einem Autounfall wurde sie 2009 schwer verletzt, zweimal wurde sie entführt.
2009 erhielt sie als Mitglied eines Teams der New York Times den Pulitzer-Preis und wurde im selben Jahr mit der MacArthur Fellowship ausgezeichnet.

## Leben
Lynsey Addario erlebte als jüngste von vier Töchtern eines italo-amerikanischen Friseurehepaars eine behütete Kindheit in einer bunten Bohème-Familie in Norwalk im US-Bundesstaat Connecticut. Als sie acht Jahre alt war, verließ ihr Vater die Familie, um mit einem Mann zusammenzuleben. Lynsey Addario besuchte bis 1991 die Staples High School in Westport (Connecticut) und schloss ihre Studien im Fach Internationale Beziehungen an der Universität Wisconsin-Madison 1995 mit Auszeichnung ab.
Lynsey Addario ist seit 2009 mit Paul de Bendern verheiratet, einem früheren Auslandsbüroleiter der Agentur Reuters. Das Paar lebt in London, 2011 bekam das Paar ein Kind.
Steven Spielberg kündigte 2016 an, das Leben von Lynsey Addario mit Jennifer Lawrence in der Hauptrolle verfilmen zu wollen.

## Beruflicher Werdegang
Von ihrem Vater bekam Lynsey Addario im Alter von 13 Jahren ihre erste Kamera. Sie fotografierte zunächst Blumen, Landschaften und Friedhöfe in Schwarz-Weiß. Eine fotografische Ausbildung machte sie in ihrer Jugend nicht.
1996 begann sie in Argentinien beim Buenos Aires Herald mit der professionellen Fotografie. Ein Glückstreffer gelang ihr, als ihr Foto von Madonna es auf die Titelseite der Zeitung schaffte. Addarios Honorar betrug 10 Dollar. In dieser Zeit besuchte sie eine Ausstellung mit Bildern von Sebastião Salgado und fasste dort den Entschluss, sich ganz dem Fotojournalismus und der Dokumentarfotografie zu widmen:

„In diesem Moment wurde mir bewusst, was ich wollte: mit Fotos die Geschichten von Menschen erzählen, ihrer Menschlichkeit so wie Salgado gerecht werden, und beim Betrachter dasselbe Mitgefühl wecken, das ich im Augenblick der Aufnahme empfand.“

1997 kehrte Lynsey Addario nach New York zurück. Es folgte eine dreijährige Phase, in der sie für Associated Press und bei New Yorker Zeitungen als freie Fotografin arbeitete und von ihren Kollegen lernte. Sie nahm Auftragsarbeiten an, setzte sich jedoch parallel eigene Projektziele und konzentrierte sich dabei auf Kuba: 1997 stellte sie eine Serie von Fotoessays über den Einfluss des Kapitalismus auf die junge Generation her, 1998 dokumentierte sie den Papstbesuch und danach bis 2002 jährlich das Leben unter dem letzten kommunistischen Regime.
Im Januar 2000 verlegte Lynsey Addario für acht Monate ihren Stützpunkt nach Neu-Delhi, von wo aus sie für Associated Press und den Boston Globe nach Indien, Afghanistan, Pakistan und Nepal reiste. Ein Schwerpunkt ihrer Arbeit lag hier auf den Menschenrechten, sozialen Themen und der Situation der Frauen. In Indien fotografierte sie in den großen Städten, aber auch in entlegenen Dörfern.
Im April 2000 machte sie sich von Pakistan aus über den Khyber-Pass zum ersten Mal nach Afghanistan auf. Mit Hilfe ihrer afghanischen Begleiter gelang ihr der Blick hinter die Kulissen des Landes unter der Herrschaft der Taliban: Sie fotografierte im Frauenkrankenhaus in den Ruinen von Kabul und in den Häusern von streng konservativen Familien. Doch in den USA fand sie keine Abnehmer für ihre Bilder, Afghanistan galt damals als zu exotisch.
Im April 2001 ging Addario nach Mexiko-Stadt, um für die New York Times Projekte durchzuführen, die sich mit Einwanderung, Menschenrechten und sozialen Themen beschäftigten. Immer wieder flog sie auch in andere Länder, um dort zu fotografieren.
Mit den Terroranschlägen am 11. September 2001 geriet Afghanistan ins Zentrum des weltweiten Interesses.
Lynsey Addario fotografierte zunächst in Peschawar im benachbarten Pakistan und zeigte, wie das Leben der Frauen aussah.
Lynsey Addario arbeitete nun für große Fotoagenturen, die New York Times und das New York Times Magazine. Einer ihrer Schwerpunkte nach dem Fall des Talibanregimes war die Bildung von Frauen.
Im Januar 2003 zog sie nach Istanbul, um Projekte im Nahen Osten auszuführen.
Als sie mit kurdischen Peschmerga-Kämpfern unterwegs war, begannen die USA den Irakkrieg. Lynsey Addario arbeitete als eingebettete Journalistin, war also als zivile Kriegsberichterstatterin im Auftrag den US-Truppen zugewiesen. Fast zwei Jahre fotografierte sie für die New York Times den Krieg und seine Folgen. Im April 2004 wurde sie mit einem Kollegen, ihrem Fahrer und einem einheimischen Begleiter von Rebellen im Irak entführt, dann aber freigelassen. Sie war eine der wenigen Fotografen, die zwischen 2004 und 2009 regelmäßig über den Krieg berichten konnten.
Von 2004 an war auch der Konflikt in Darfur ein Schwerpunkt von Lynsey Addario. Sie bezog sudanesische Flüchtlingslager im Tschad in diese Arbeit ein und fotografierte sowohl Vertriebene als auch Rebellengruppen in der Region. Auch hier war sie eine der wenigen Fotografen, die zwischen 2004 und 2009 regelmäßig über den Krieg berichten konnten.
Im Auftrag der New York Times fotografierte Lynsey Addario in den folgenden Jahren Frauen in Saudi-Arabien, 2005 die soziale und politische Situation im Irak und die Kriegsereignisse im Libanon und in der Demokratischen Republik Kongo.
Sie stellte auch eine Serie über Kinder in verschiedenen afrikanischen Ländern für die New York Times und eine Arbeit für das National Geographic Magazine fertig.
2007 begleitete sie als eingebettete Journalistin eine amerikanische Militäreinheit im umkämpften Korenga-Tal nahe der afghanisch-pakistanischen Grenze, einem der gefährlichsten Orte in Afghanistan. Dabei ging es Lynsey Addario darum herauszufinden, „warum so viele afghanische Zivilisten getötet wurden, obwohl die Amerikaner modernste und angeblich extrem präzise Waffen einsetzten.“
Am 9. Mai 2009, als Lynsey Addario mit ihrem Kollegen Teru Kuwayama und dem pakistanischen Fahrer Raza Khan auf dem Rückweg von einem Fotoauftrag in einem Flüchtlingslager nach Islamabad war, geschah ein Autounfall: Der Fahrer wurde getötet, Addarios Schlüsselbein war gebrochen, ihr Kollege verletzt.
Nach dem Erdbeben in Haiti 2010 fotografierte Lynsey Addario dort in einem Waisenhaus, in dem Kinder lebten, die von ihren Eltern dorthin gebracht worden waren, weil diese zu arm waren, um sie zu versorgen. Sie machte auch Bilder von einer Geburt in einem Aufnahmelager und dokumentierte mit ihrer Arbeit die Auswirkungen des Erdbebens auf die jüngsten Opfer.
Zusammen mit ihren Kollegen Anthony Shadid, Stephen Farrell und Tayler Hicks geriet Lynsey Addario am 16. März 2011 in die Gewalt der libyschen Armee, die die Journalisten als Feinde betrachtete. Die Journalisten wurden geschlagen und mit dem Tod bedroht, Lynsey Addario auch sexuell belästigt, aber nicht vergewaltigt. Die New York Times leitete Verhandlungen ein, die zur Freilassung am 21. März 2011 führten.

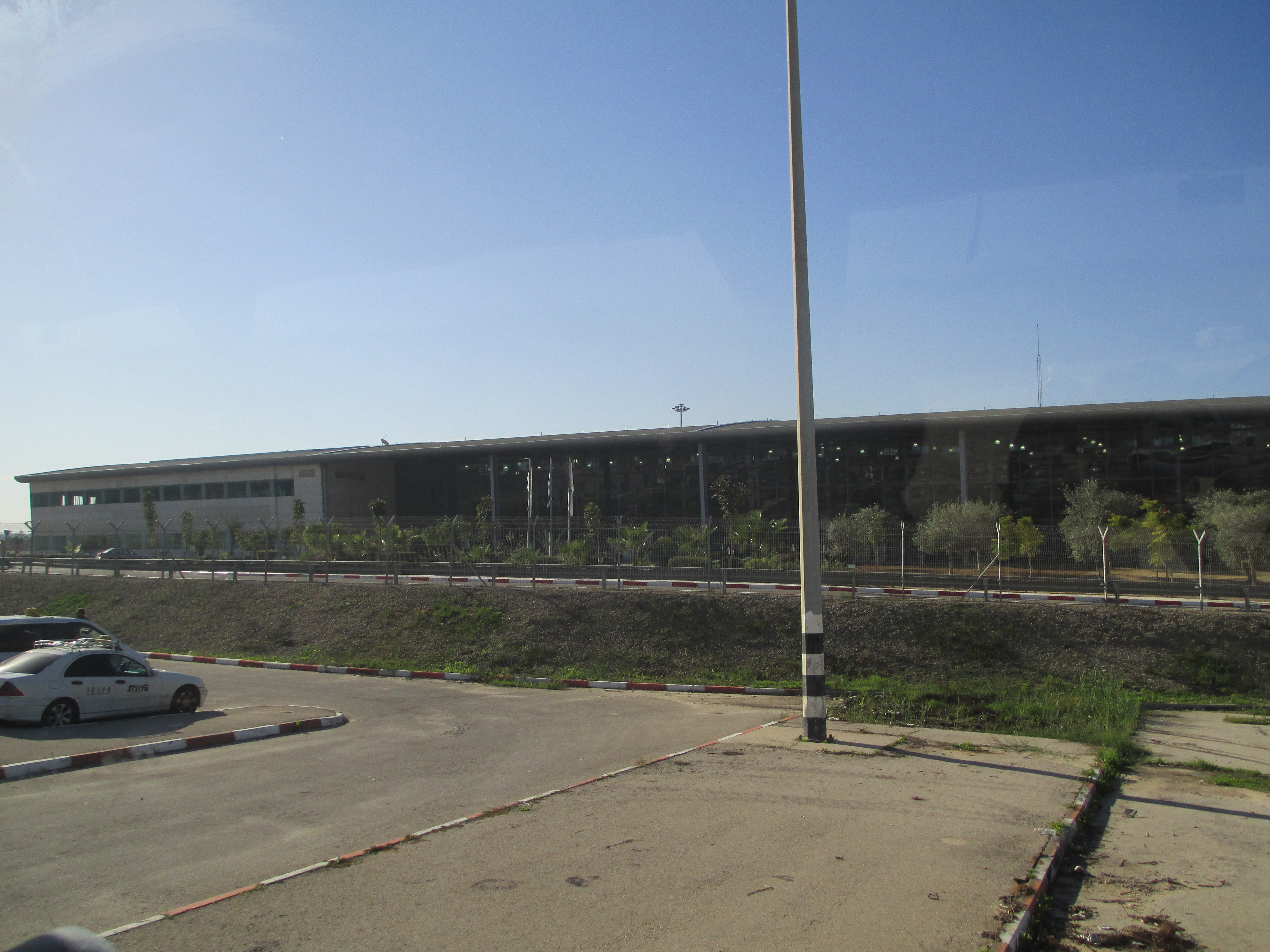
Grenzübergang Erez, 2014

Im November 2011 reichte Lynsey Addario über das Büro der The New York Times in Jerusalem eine offizielle Beschwerde bei der israelischen Regierung ein: Am Übergang Erez an der Grenze zwischen Israel und dem Gazastreifen war Lynsey Addario, die die Grenzsoldaten auf ihre Schwangerschaft aufmerksam gemacht hatte, zu einem dreimaligen Gang durch den Scanner gezwungen worden, hatte sich einer Leibesvisitation unterziehen müssen und war beleidigt worden. Das israelische Verteidigungsministerium gab als Antwort auf die Beschwerde eine offizielle Entschuldigung ab.
2022 veröffentlichte die New York Times auf Titelseite ein Foto Addarios, das eine tote Familie zeigt, die auf der Flucht im ukrainischen Irpin Opfer eines russischen Artillerieangriffs wurde. Addario und ihr Team waren in der Situation, als sie das Photo machte, fast selbst Opfer des Angriffs geworden. Auch erstellte ein Kollege ein Video, das den Augenblick der Situation festhält und das sich ebenfalls weltweit verbreitete.

## Positionen
Als Fotografin gehe es ihr darum, in ihren Fotos die Wahrheit festzuhalten und die Mühsal zu dokumentieren, die viele Menschen bewältigen müssen, schreibt sie in „Jeder Moment ist Ewigkeit“ von 2016. Sie wolle Menschen dazu bewegen, „nachzudenken und ihren Geist zu öffnen“, damit diese selbst entscheiden könnten, ob sie Kriegseinsätze gutheißen oder nicht. Indem sie in ihren Bildern das Unerwartete zeige, hoffe sie, „Stereotype oder falsche Vorstellungen zu widerlegen“. Manchmal, so Christian Mayer in der Süddeutschen Zeitung, neige sie dazu, „die Dinge etwas schöner darzustellen als sie sind.“

## Auszeichnungen (Auswahl)
- 2002: Infinity Award, International Center of Photography.
- 2008: Förderung vom Ellen Stone Belic Institute des Columbia College Chicago für die Dokumentation von geschlechtsspezifischer Gewalt und Vergewaltigung als Kriegstaktik.[22]
- 2008: Getty Images Grant for Editorial photography der Bildagentur Getty Images für ihre Arbeit in Darfur
- 2009: MacArthur Fellowship
- 2009: Pulitzer-Preis als Mitglied eines Teams der New York Times. Lynsey Addarios Fotos waren Teil der Kriegsberichterstattung über Afghanistan in dem Leitartikel Talibanistan vom 7. September 2008.[23]

## Gruppenausstellungen
- 2007: Vor den Augen der Welt. Fassadenprojektion von Fotografien aus Darfur vom 15. bis 22. März 2007, Jüdisches Museum, Berlin.
- 2009–2014: Wanderausstellung Congo/Women an mehr als 15 Orten in Europa und den USA[24]
- 2012: In Afghanistan, Nobelpreiscenter, Oslo (Fotoserie: Revolution unter dem Schleier), zusammen mit Tim Hetherington.[25]
- 2014 The New York Times Magazine Photographs, Aperture Foundation, New York.
- 2014 Women of Vision: National Geographic Photographers on Assignment, Wanderausstellung, National Geographic Museum in Washington, D.C., Mint Museum in Charlotte (North Carolina), Cranbrook Institute of Science, Palm Beach Photographic Center, Fernbank Museum of Natural History, Orlando Museum of Art, The Field Museum in Chicago, Carnegie Museum of Natural History in Pittsburgh[26]

## Publikationen
- Lynsey Addario, Fadhil Al-Azzawi, Medea Benjamin: Twilight of Empire: Responses to Occupation. Perceval Press, 2003,l ISBN 978-0972143691 (englisch).
- Leslie Thomas (Hrsg.): Darfur Darfur, DK Melcher Media, 2008, ISBN 978-1595910455 (englisch; Fotos von Lynsey Addario).
- Wo liegt der Himmel auf Erden?: National Geographic-Fotografen zeigen ihr persönliches Paradies. National Geographic Deutschland, 2009, ISBN 978-3866901223 (englischer Originaltitel: Visions of Paradise).
- Jeder Moment ist Ewigkeit. Als Fotojournalistin in den Krisengebieten der Welt. Econ Verlag Berlin, 2016, ISBN 978-3-430-20212-1. (Englischsprachige Originalausgabe: It's What I Do: A Photographer's Life of Love and War. Penguin Press, 2015, ISBN 978-1594205378).